# Éditions du Cap
 (février 2022).
Si vous disposez d'ouvrages ou d'articles de référence ou si vous connaissez des sites web de qualité traitant du thème abordé ici, merci de compléter l'article en donnant les références utiles à sa vérifiabilité et en les liant à la section « Notes et références ».
Les Éditions du Cap furent, de 1951 à 1966 environ, une filiale du Club français du livre implantée à Monte-Carlo.

## Histoire
Le choix du siège fut dicté par des raisons fiscales, mais une partie des livres était publiée sur les presses de l'imprimerie d’État de la principauté de Monaco, ce qui facilitait les relations avec les autorités monégasques.
La structure servait au CFL à de multiples fins ; elle édita des œuvres très variées, du livre (Le Littré) au disque (Signé Furax[Lequel ?]), des collections de prestige comme « Les Fermiers généraux » (fondée par Pascal Pia) et des revues comme Diagrammes.